# Vene auriculare anterioare
Venele auriculare anterioare sunt vene care drenează aspectul anterior al urechii externe.  Venele se scurg către vena temporală superficială. 